# Iglesia de San Julián (Astureses)
La iglesia de San Julián de Astureses (en gallego, Igrexa de San Julián de Astureses) es una iglesia románica del siglo XII, ubicada en Astureses, en el municipio de Boborás, Galicia, España.

## Historia
La iglesia, que pudo fundarse en el año 1164 según fecha inscrita detrás del retablo principal. Según consta documentalmente, solo está acreditada la presencia en el lugar de la Orden del Santo Sepulcro, adquiriendo gran importancia a mediados del siglo XV por ser cabecera de encomienda hasta que es sustituida por la Orden de San Juan de Jerusalén, pasando a depender entonces de la encomienda de Pazos de Arenteiro.

## Características
La iglesia es románica rural de planta de cruz latina de una sola nave, formada por cuatro cuerpos limitados por gruesos contrafuertes que apenas sobresalen del muro exterior. Sobre la nave, cubierta de madera a dos aguas. El remate exterior dispone de espadaña de dos arcos. 
Es de notar un cierto aire de monumentalidad al tener una proporción de su altura en relación con su planta, superior a los estándares de la zona. El ábside es semicircular, con tres ventanales enmarcados por dobles columnas con capiteles vegetales, que sostienen arcos de medio punto. La decoración exterior también incluye canecillos con motivos vegetales y geométricos y representaciones de animales y seres fantásticos.
Al occidente, la fachada principal con modillones que sostienen la cornisa y en medio, metopas con rosetas. La puerta principal de acceso al templo con tres arquivoltas que descansan sobre columnas con capiteles de motivos geométricos, vegetales y animalísticos. El tímpano, bilobulado, tiene inscrita una cruz patriarcal en un círculo y descansa sobre dos mochetas.
En la fachada septentrional, la puerta dispone también de tímpano, con dos cruces patadas y un motivo floral, que descansa sobre dos sencillas mochetas lisas. Se abre con arco de medio punto reformado sobre la base de un arco compuesto primitivo que recuerda al estilo mozárabe. Dos columnas con capiteles completan el conjunto.
Está considerada BIC desde el 29 de marzo de 1946.